# Universo oscillante
Le teorie dell'universo oscillante, o modello ciclico, sono teorie accomunate dal principio secondo il quale l'universo si espanderà fino un certo punto, per poi passare ad una fase di contrazione fino a uno stato similare a quello che ha originato il Big Bang (processo detto Big Crunch), dando così inizio a una nuova espansione, con la ripetizione del processo indefinitamente. La prima teoria proposta fu quella di Aleksandr Aleksandrovič Fridman, basata sulla relatività generale. Al momento non si conoscono metodi per verificare la fondatezza di questi modelli. 
Queste teorie si contrappongono solitamente (con l'eccezione del modello di Baum-Frampton) alla cosmologia standard e ad alcuni modelli inflazionari, come l'inflazione caotica eterna o teoria delle bolle. La difficoltà nel definire l'energia oscura e lo sviluppo della gravità quantistica a loop hanno ridato vigore alle teorie cicliche, che parevano superate dal modello di universo inflazionario.
L'universo oscillante presenta alcune analogie con i concetti filosofici antichi di ecpirosi, apocatastasi ed eterno ritorno.

## Il "grande rimbalzo"
La teoria più moderna dell'Universo oscillante, basata sulla gravità quantistica a loop, sostiene il meccanismo del Grande Rimbalzo (Big Bounce) che segue alla fase di contrazione, ma solo se la forza di gravità supererà l'energia oscura (o se l'energia oscura non esistesse). Molti esperti di gravità quantistica concordano con questo modello.
Lo spostamento verso il rosso cosmologico è caratteristico dell'espansione, mentre lo spostamento verso il blu della contrazione.
Al di là delle implicazioni della gravità quantistica a loop, la teoria del Big Bounce è compatibile anche con altri modelli che non contemplano l'energia oscura come soluzione all'universo in accelerazione (in uno scenario simile al modello classico di Edwin Hubble), come la teoria delle superstringhe e il cosiddetto modello del tempo relativo.

## Il modello di Steinhardt-Turok
Sviluppato sulla base della teoria delle stringhe, spiega ogni Big Bang come una collisione (Big Splat) tra un mondo-brana (universo piatto a forma di foglio o membrana) e un altro (Universo ecpirotico); le collisioni avverrebbero in modo ciclico. Questo modello, ideato da Neil Turok e Paul J. Steinhardt nella prima decade degli anni 2000, secondo le affermazioni di Michio Kaku mostra come il Big Bang ha avuto origine, ma non esclude che l'inflazione caotica (che secondo alcuni dati osservativi sarebbe plausibile) ne sia una delle conseguenze: il modello spiega infatti il prima dell'universo e non quello che avvenne dopo la sua apparente "nascita" 13,7 miliardi circa di anni fa. Il tutto avverrebbe  nell'ambito di un ampio multiverso, esistendo alcuni universi per ogni brana e molti universi di bolle.

## Altri modelli

### La cosmologia ciclica conforme
Proposto da Roger Penrose, prevede la divisione dell'universo in infiniti eoni spaziotemporali, che si evolvono dalla fine di ogni universo, in cui sono presenti solo fotoni e onde gravitazionali, in un nuovo Big Bang. La differenza con il modello originale è che l'universo non si ritrae, per effetto dell'energia oscura, identificata però in una radiazione gravitazionale supplementare che sopravvive all'evaporazione dei buchi neri del processo di Hawking. Il modello non prevede l'inflazione.

### Il modello di Baum-Frampton
Lauris Baum e Paul H. Frampton hanno proposto un ulteriore modello di universo ciclico, strettamente collegato al Big Rip, che tuttavia non sarebbe mai completo: infatti essi suggeriscono che un piccolissimo istante prima della conclusione del Big Rip – implicante la totale distruzione del tessuto cosmico dello spaziotempo – dell'ordine di 10−27 secondi, lo spazio si dividerebbe in un gran numero di volumi indipendenti. Questi volumi di spazio sono correlati a “universi osservabili”, che vengono contratti ad una dimensione estremamente piccola, dell'ordine della lunghezza di Planck. Ognuno di tali volumi di spazio non conterrebbe materia o energia per la presenza del Big Rip, quindi - come nel modello di Penrose - l'entropia in ogni singolo volume si ridurrebbe praticamente a zero, rimanendo sostanzialmente inalterata durante questa contrazione. Successivamente il modello seguirebbe lo scenario del “Big Bang”, con entropia nuovamente crescente a causa dell'inflazione cosmica nella creazione dell'universo. Questo accadrebbe in ogni “volume” di spazio derivato dall'universo originale, traducendosi in un numero straordinariamente grande, ma finito, di nuovi universi.
Il modello ciclico proposto inizialmente dai fisici da Paul Frampton e Louis J. Rubin Jr., professori di fisica al College of Arts and Sciences della University of North Carolina, insieme al loro studente Lauris Baum, si divide in 4 parti essenziali: espansione, turnaround (inversione di tendenza), contrazione e rimbalzo. Durante l'espansione, l'energia oscura spinge tutti i frammenti di materia in parti così distanti che niente può fare da ponte. Tutto, dai buchi neri agli atomi, si disintegra. Questo punto, solo una frazione di secondo prima della fine del tempo, costituisce il turnaround, in cui ogni parte frammentata collassa e si contrae singolarmente, invece di riunirsi in una sorta di Big Bang rovesciato. Le varie parti diventano così un numero infinito di universi indipendenti che si contraggono e poi balzano di nuovo all'esterno rigonfiandosi in maniera simile al Big Bang. Solo uno di questi è il nostro universo. “Questo ciclo, che accade un numero di volte infinito, elimina ogni inizio e fine del tempo (…) non c'è alcun Big Bang”.
Se l'entropia aumenta tra un'oscillazione e l'altra, l'universo si espanderebbe ad ogni ciclo. Frampton e Baum hanno aggirato l'ipotesi del Big Bang postulando che, al turnaround, ogni rimanente entropia sia in porzioni troppo distanti per poter interagire: divenendo ogni porzione un universo separato, si può supporre che ogni universo si contragga in assenza di materia e entropia.
Un'altra chiave fondamentale della teoria di Frampton e Baum è l'assunzione riguardo l'equazione matematica che descrive pressione e densità dell'energia oscura: secondo Frampton e Baum lo stato dell'energia oscura è sempre meno di −1, mentre il precedente modello ciclico proposto nel 2002 dai fisici Paul Steinhardt e Neil Turok aveva stabilito che il valore non era mai meno di −1. Questo valore negativo assunto dall'equazione di Frampton e Baum implica che la densità dell'energia oscura divenga uguale alla densità dell'universo e che ad un certo punto l'espansione si fermi, poco prima del “Big Rip”.
Tuttavia non nega uno scenario simile al Big Bang, e non costituisce quindi una cosmologia non standard.

## Cultura di massa
- L'episodio Fry il ritardatario della serie animata Futurama di Matt Groening, scritto da Lewis Morton e diretto da Peter Avanzino, presenta uno scenario di universo ciclico.